# Tomas Pineda
Tomas Pineda (ur. 1939) – salwadorski piłkarz, reprezentant kraju grający na pozycji bramkarza. 

## Kariera klubowa
Tomas Pineda podczas kariery piłkarskiej występował w meksykańskim klubie Alianza San Salvador.

## Kariera reprezentacyjna
Tomas Pineda grał w reprezentacji Salwadoru w latach siedemdziesiątych. W 1970 roku uczestniczył w Mistrzostwach Świata 1970. Na Mundialu w Meksyku był rezerwowym i nie wystąpił w żadnym spotkaniu. W 1976 roku uczestniczył w eliminacjach Mistrzostwach Świata 1978